# جورج بيريز
جورج بيريز (بالإنجليزية: George Pérez)‏ مواليد 9 يونيو 1954 في نيويورك، نيويورك، الولايات المتحدة، هو كاتب ورسام كتب قصص مصورة أمريكي. من العناوين التي عمل عليها المنتقمون، المرأة المعجزة وتين تايتنز. فاز بجائزة إنكبوت وجائزة كيربي.

## روابط خارجية
- جورج بيريز على موقع IMDb (الإنجليزية)
- جورج بيريز على موقع قاعدة بيانات الفيلم (الإنجليزية)